# Leicester Castle

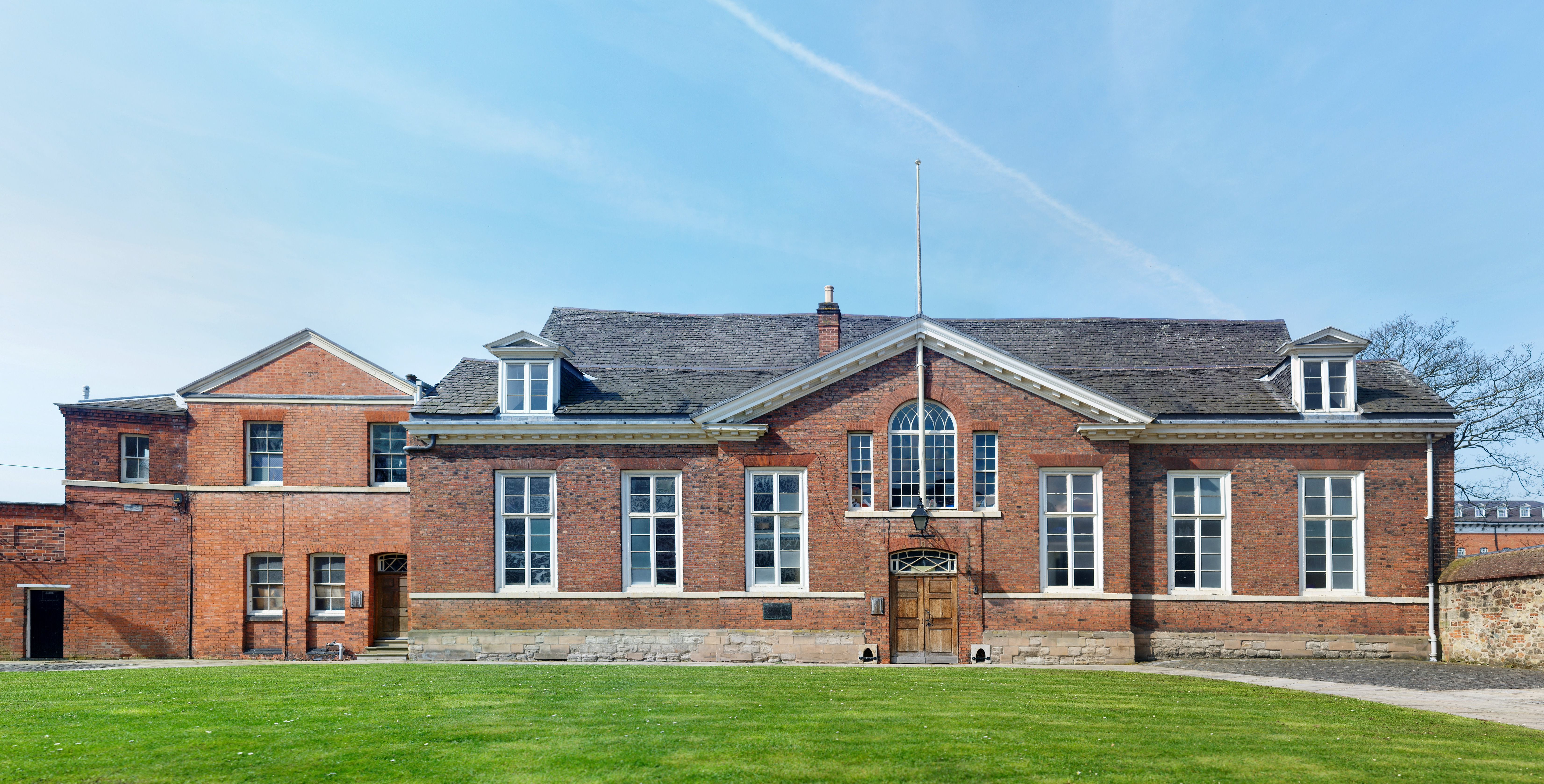
Rittersaal von Leicester Castle

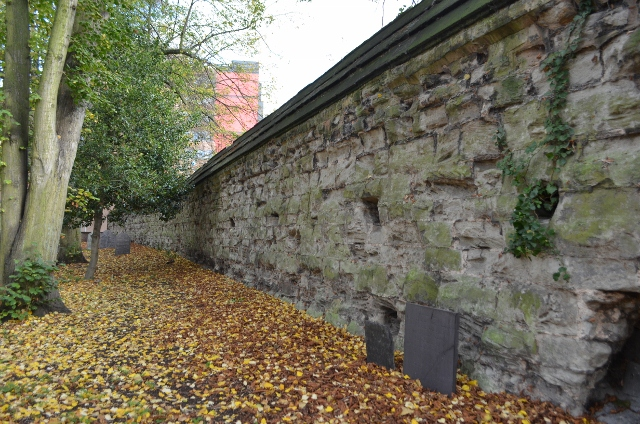
Blick auf die Burgmauer

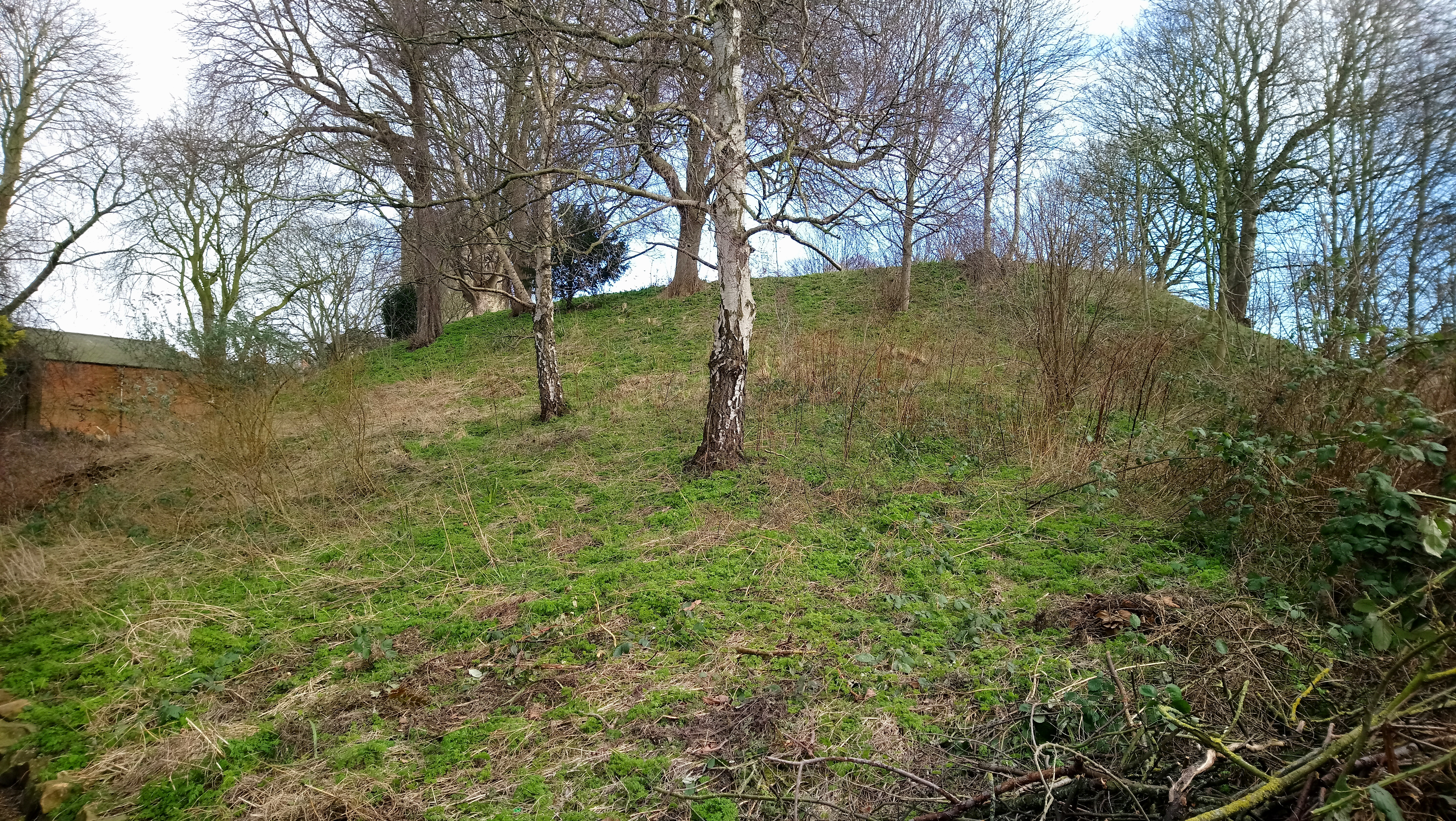
Die Motte Ende 2018

Leicester Castle ist eine Burg in Leicester in der englischen Grafschaft Leicestershire. Der Komplex steht westlich des Stadtzentrums zwischen St Nicholas Circle und De Montfort University.

## Geschichte
Leicester Castle wurde über einer römischen Stadtmauer errichtet.
Laut den Museen von Leicester wurde die erste Burg an dieser Stelle vermutlich um 1070, also kurz nach der normannischen Eroberung Englands 1066, unter der Herrschaft von Hugh de Grantmesnil gebaut. Die heute davon noch erhaltenen Reste beschränken sich auf eine Motte und einige Ruinen. Ursprünglich war der Burghügel 12,2 Meter hoch. Über die Zeit weilten einige Könige auf der Burg, so z. B. Eduard I. im Jahre 1300 und Eduard II. 1310 oder 1311. John of Gaunt und seine zweite Frau, Konstanze von Kastilien, starben beide hier 1399, bzw. 1394.
Später wurde die Burg hauptsächlich als Gerichtsgebäude genutzt, wobei die Verhandlungen im Rittersaal stattfanden. Neben der Nutzung als Schwurgericht (J. M. Barrie war ein regelmäßiger Besucher und verbrachte viele Stunden dort als Gerichtsreporter) diente der Rittersaal auch für Sitzungen des englischen Parlaments, insbesondere des Parliament of Bats 1426, als die Verhältnisse in London für das Parlament unpassend waren. Das Haus ist auch für seine Verbindungen mit der Familie Plantagenet bekannt.
Die Burg, der Torturm, der Rittersaal und “John of Gaunts Keller” (irrtümlicherweise als Folterkeller bezeichnet) sind Scheduled Monuments. English Heritage hat viele davon auch als historische Gebäude gelistet, St. Mary de Castro als solches I. Grades.
Ein Abschnitt der Burgmauer, angrenzend an den Torturm, ist mit Löchern als Schießscharten versehen. Sie wurden von den Bürgern der Stadt durch die mittelalterliche Mauer gebrochen. Leicester, das im englischen Bürgerkrieg die Parlamentarier unterstützte, wurde in den 1640er-Jahren von den Royalisten belagert, gesetzt und gebrandschatzt. Das dritte Stockwerk des Torturms wurde 1832 im Zuge von Unruhen in Zusammenhang mit einer Wahl zerstört.

## Beschreibung
Der Burgkomplex besteht aus:
- den Castle Gardens, einer Reihe von Gärten entlang den Ufern des Grand-Union-Kanals. (Dort gibt es offizielle Anlegeplätze von British Waterways für Boote, die über Nacht dort liegen.)
- der Kirche St. Mary de Castro, deren ältester Teil aus dem 12. Jahrhundert stammt. Sie ist immer noch eine Pfarrkirche der Church of England.
- dem Rittersaal, den um 1150 Robert de Bossu errichten ließ. Im Jahre 1523 wurde er wesentlich umgebaut, besonders im Bereich des Daches. Die Frontfassade aus Ziegeln stammt von 1695. Von frühester Zeit an bis 1992 diente er als Gerichtssaal.
- John of Gaunts Keller (irrtümlich als Folterkeller bezeichnet)
- den Überresten der Motte selbst
- dem Burghof, der offenen Fläche zwischen dem Rittersaal und der Kirche St. Mary de Castro, der für öffentliche Hinrichtungen genutzt wurde. Eine Tafel in der Nähe sagt aus, dass sich John Wesley hier im Jahre 1770 “an eine große Menge” wandte.